# Lâu đài Bouchout

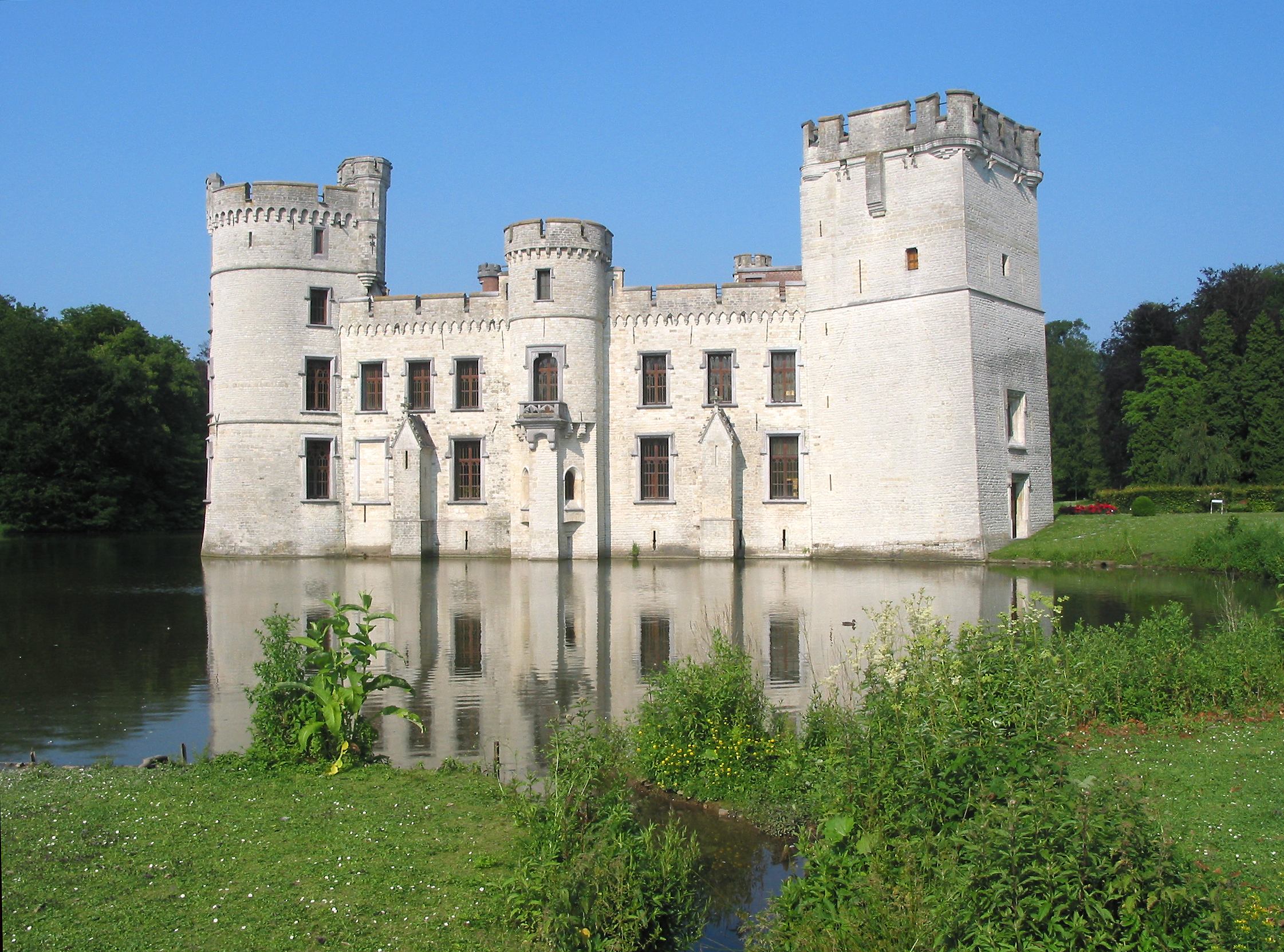
Lâu đài Bouchout

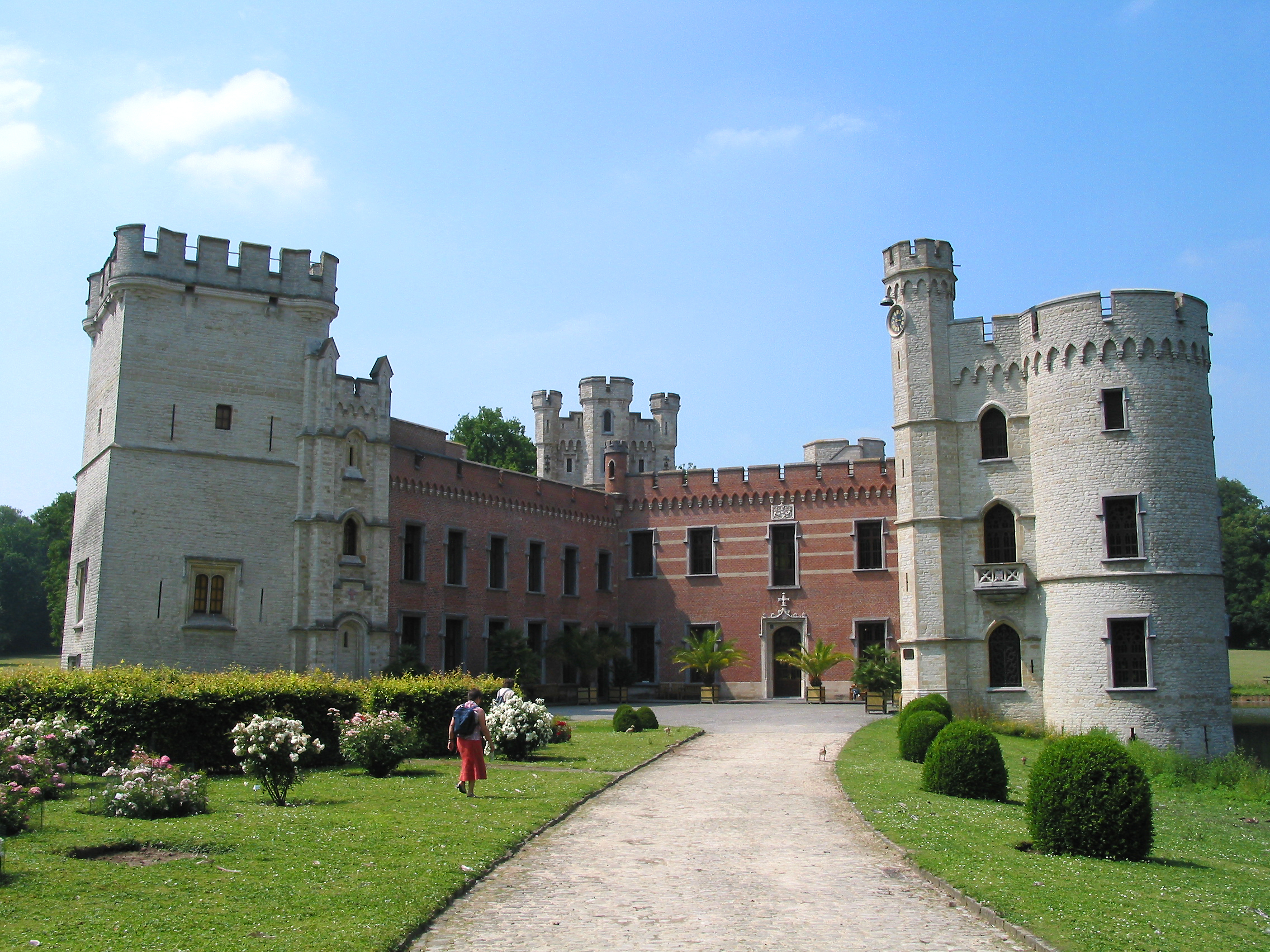
Lâu đài Bouchout

Lâu đài Bouchout (Kasteel van Bouchout trong tiếng Hà Lan) là một lâu đài ở thị xã Flemish Meise, Bỉ, và được xây từ thế kỷ 12. Khu vực xung quanh lâu đài ngày nay là Vườn thực vật quốc gia Bỉ.
Cư dân nổi tiếng nhất của tòa lâu đài này là Carlota, Hoàng hậu của Mexico, em gái của Leopold II, vua Bỉ và góa phụ Maximilian I của Mexico, người bị hành quyết ở năm 1867. Charlotte đã sống ở tòa lâu đài này phần lớn quảng đời của bà.
Trừ tháp quảng trường ra, kiến trúc hiện nay được xây năm 1830. Nội thất được trùng tu năm 1980, nhưng các đặc điểm gốc vẫn được bảo tồn. Ngày nay, lâu đài Bouchout được sử dụng cho các cuộc hội nghị, triển lãm.